# Pop-form
Pop-form er en kompositionsform, der veksler mellem vers (A) og omkvæd (B) og ofte bruges i popmusikken. 
Omkvædet er iørefaldende og let at synge med på, fordi tekstmaterialet er simpelt i omkvædet, og enkelte fraser gentages gerne flere gange. Konklusionen eller pointen fremføres i omkvædet og omkvædet bliver altså målet, hvilken også gør at det ofte ender lukket. Omkvædet gentages gerne flere gange til slut.
Verset er mere tekst præget og knap så sangbart. I versene bliver historien fortalt. 

## Eksempel
Eksempel på pop-formen: AABABBB